# 前568年
| 千纪： | 前1千纪 |
| 世纪： | 前7世纪 \| 前6世纪 \| 前5世纪 |
| 年代： | 前590年代 \| 前580年代 \| 前570年代 \| 前560年代 \| 前550年代 \| 前540年代 \| 前530年代                                                                                                |
| 年份： | 前573年 \| 前572年 \| 前571年 \| 前570年 \| 前569年 \| 前568年 \| 前567年 \| 前566年 \| 前565年 \| 前564年 \| 前563年                                                                  |
| 纪年： | 周灵王四年 魯襄公五年 齐灵公十四年 晋悼公五年 秦景公九年 宋平公八年 楚共王二十三年 卫献公九年 陈哀公元年 蔡景侯二十四年 曹成公十年 郑僖公三年 燕武公六年 吴王寿梦十八年 杞桓公六十九年 |

## 大事記
- 陈国背叛与楚国的同盟。晋国、宋国、鲁国、陈国、衞國、郑国、曹国、莒国、齐国等13个诸侯国会盟于戚城讨论这个问题。

## 出生
- 4月15日——释迦牟尼，佛教建立人（众多传说出生年月之一）
- 顏徵在，孔子的生母。

## 逝世
- 季孫行父